# Барашков, Александр Сергеевич

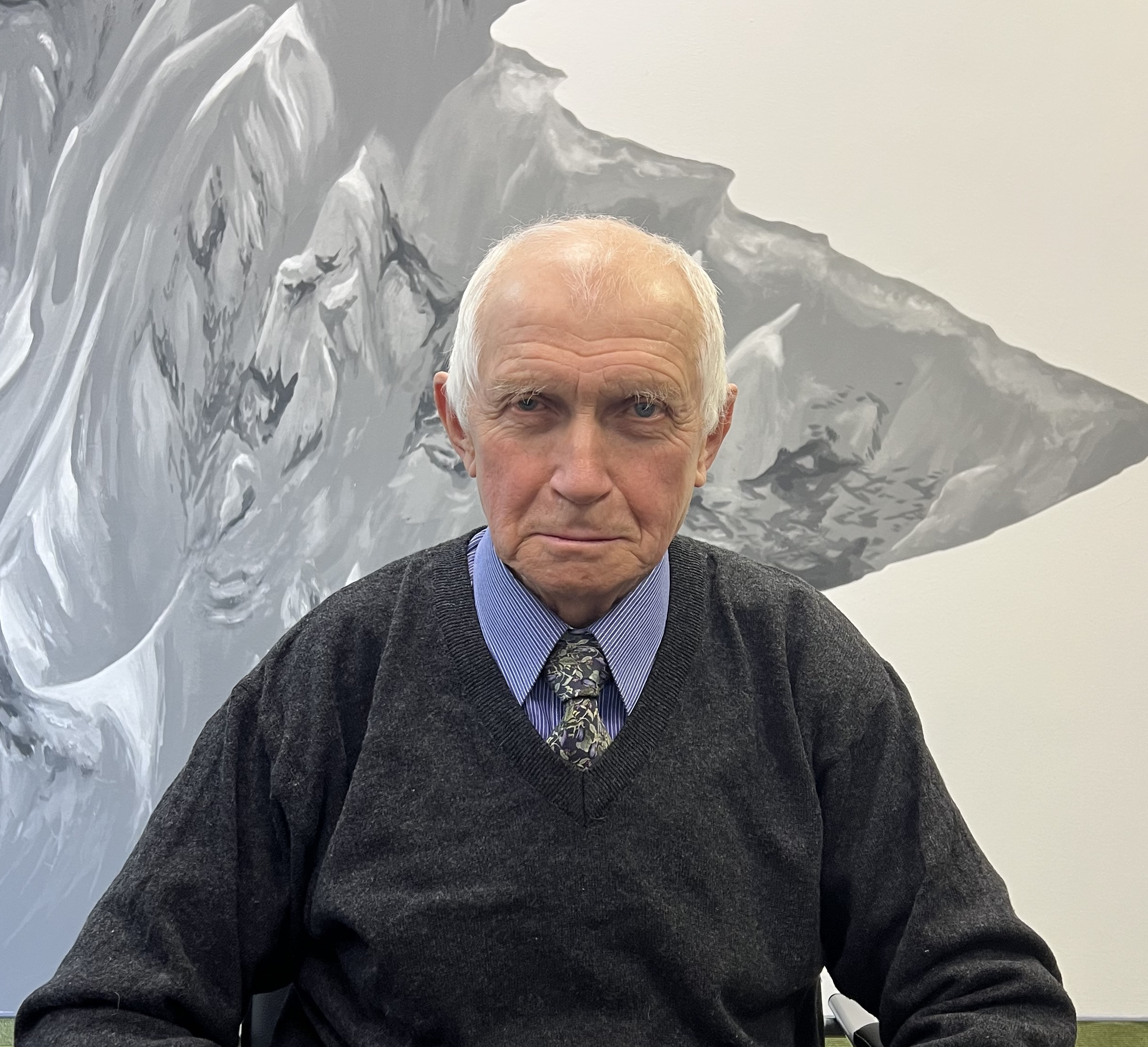
Барашков Александр Сергеевич

Александр Сергеевич Барашков — советский и российский ученый, профессор, доктор физико-математических наук. Окончил с отличием МГУ им. Ломоносова, механико-математический факультет в 1969 году по специальности «математика». В 1972 г. окончил аспирантуру ВМиК МГУ. Защитил кандидатскую диссертацию в 1972 году по теме «Исследование обратных задач электромагнитного зондирования ионосферы». Защитил докторскую диссертацию в 1987 году по теме «Прямые и обратные задачи магнитотеллурического зондирования квазислоистых сред», научный консультант профессор, доктор физико-математических наук Дмитриев В. И. Автор более 10 учебников по математике, пособий для ВУЗов и более 100 научных статей. Много лет преподает и ведет научную деятельность в МЭИ.

## Биография
Родился 2 декабря 1946 года в поселке Старая Купавна в семье ученого химика, кандидата технических наук, одного из создателей высокоэффективной горючей смеси «КС», изобретателя Барашкова Сергея Георгиевича и Барашковой Нины Сергеевны. С детства увлекался математикой и точными науками. Ведет спортивный образ жизни, занимается бегом и беговыми лыжами. Неоднократно принимал участие в соревнованиях «Лыжня России». Вдовец, отец двух детей: дочь Барашкова (ныне Кашинская) Елена Александровна (1973 года рождения) и сын Барашков Дмитрий Александрович (1978 года рождения), оба выпускники экономического факультета МГУ им. Ломоносова. Доктор физико-математических наук (с 1989 г.), профессор (с 1992 г.).

### Преподавательская деятельность
Александр Барашков ведет свою преподавательскую деятельность в Московском Энергетическом Институте (МЭИ) на кафедре высшей математики. Опыт преподавания с 1972 года, с начала работы в МЭИ. Имеет звание «Ветеран труда МЭИ» за многолетнюю непрерывную работу в техническом университете. Почетный работник высшего профессионального образования (с 2012 г.). Член двух диссертационных советов. Подготовил многих кандидатов и докторов наук.

### Область научных интересов
Основные научные интересы — высшая математика, вычислительная математика, математическая геофизика, обратные задачи, математическое моделирование, интегральные уравнения. В научном мире известен практическим применением решения уравнения Гельмгольца и преподавательской деятельностью.

## Работы

### Учебники и учебные пособия
- А. С. Барашков, Вузовская математика в ответах на экзаменационные вопросы и задачи: учебное пособие по курсу «Высшая математика» для студентов, обучающихся по всем направлениям подготовки : [в 4 ч.] / А. С. Барашков ; Министерство образования и науки Российской Федерации, Национальный исследовательский университет «МЭИ». — Москва : Изд-во МЭИ, 2018- Ч. 3: Теория функций комплексного переменного. Операционное исчисление. Ч. 3. — 2021. — 79 с.; ISBN 978-5-7046-2458-5
- А. С. Барашков, Вузовская математика в ответах на экзаменационные вопросы и задачи. Ч. 2: Дифференциальные уравнения. Кратные интегралы. Векторный анализ. Ч. 2. Изд-во МЭИ, 2018—123 с.; ISBN 978-5-7046-2023-5
- А. С. Барашков, Вузовская математика в ответах на экзаменационные вопросы и задачи: теория пределов, дифференциальное исчисление, интегральное исчисление: учебное пособие по курсу «Высшая математика» для студентов всех направлений подготовки / М-во образования и науки Российской Федерации, Нац. исследовательский ун-т «МЭИ». — Москва: Изд-во МЭИ, 2015. — 134, [1] с. ISBN 978-5-7046-1603-0
- А. С. Барашков, Математика, (Аналитическая геометрия. Линейная алгебра. Математический анализ): Издательство: АСТ, 2011 г., ISBN 978-5-17-067227-1
- Г. Якушева, Математика. Новейший справочник школьника для подготовки к ЕГЭ, Редактор: Барашков Александр Сергеевич, Издательство: АСТ, 2011 г., ISBN 978-5-17-060000-7
- А. С. Барашков, Математика: [аналитическая геометрия, линейная алгебра, математический анализ] — Москва : АСТ ; Владимир : СЛОВО ; 2010. — 478, [1] с.; 21 см. — (Высшее образование).; ISBN 978-5-17-067227-1
- А. С. Барашков, Математика [учебник] — Москва : Филологическое общество «СЛОВО» : Эксмо, 2005. — 478, [1] с. : ил.; 21 см. — (Высшее образование).; ISBN 5-8123-0297-9
- А. С. Барашков, Теория пределов. Дифференциальное исчисление. Исследование функций : учебное пособие по курсу «Высшая математика» для бакалавров; под ред. Г. В. Ждановой ; Московский энергетический институт. — Москва : Изд-во МЭИ, 1996

### Некоторые научные публикации
- А. С. Барашков, «Дистанционное определение параметров мощных слоёв с использованием промежуточной модели», Математическое моделирование, (2020)
- А. С. Барашков, «О возможности обнаружения тонких проводящих слоев по измерениям полей на поверхности среды», Ж. вычисл. матем. и матем. физ., 58:12 (2018)
- А. Т. Комов, А. С. Барашков, А. Н. Варава, А. В. Дедов, А. С. Щеглов, «Теплообмен в трубе при несимметричном обогреве в условиях вынужденного движения недогретой жидкости», ТВТ, (2000)
- A.S.Barashkov. Small Parameter Method in Multidimentional Invers Problems. VSP, UTRECHT, The Netherlands, 1998.
- А. С. Барашков, А. Т. Комов. Анализ условий теплосъёма в приёмнике сильноточного пучка при импульсном одностороннем обогреве // Вестник МЭИ, 1996. С. 53-55.
- А. С. Барашков, «Дуальная асимптотическая модель для решения эллиптических уравнений», Ж. вычисл. матем. и матем. физ., 34:8-9 (1994)
- А. С. Барашков, «Оценка точности решения обратной задачи без использования теоремы единственности», Ж. вычисл. матем. и матем. физ., 33:3 (1993)
- А. С. Барашков, «Асимптотики решения системы уравнений Максвелла», Ж. вычисл. матем. и матем. физ., 29:8 (1989)
- А. С. Барашков, «Решение обратной задачи для уравнения Гельмгольца с квазиодномерным коэффициентом», Изв. вузов. Матем., 1989
- А. С. Барашков, «О единственности решения задачи определения коэффициента уравнения Гельмгольца», Изв. вузов. Матем., 1988
- А. С. Барашков, «Асимптотические представления решения обратной задачи для уравнения Гельмгольца», Ж. вычисл. матем. и матем. физ., 28:12 (1988)
- А. С. Барашков, В. И. Дмитриев, «Об обратной задаче глубинного магнитотеллурического зондирования», Доклад АН СССР, 295:1 (1987)
- А. С. Барашков, Г. И. Барашкова, «Определение коэффициента уравнения Гельмгольца по граничным значениям решения», Ж. вычисл. матем. и матем. физ., 26:2 (1986)
- А. С. Барашков, «Об одной обратной задаче для уравнения Гельмгольца в области с неизвестной границей», Журнал вычислительная математика и математическая физика, (1984)
- А. С. Барашков, «Восстановление области задания уравнения Гельмгольца с малым параметром», Изв. вузов. Матем., 1983
- А. С. Барашков, «О единственности решения одной обратной задачи», Ж. вычисл. матем. и матем. физ., 13:2 (1973)